# Bryonectria cuneifera
Bryonectria cuneifera är en svampart. Bryonectria cuneifera ingår i släktet Bryonectria och familjen Bionectriaceae.

## Underarter
Arten delas in i följande underarter:
- jamaicensis
- cuneifera